# Turnaj tří 1964
Turnaj tří v ledním hokeji se konal od 29. prosince 1963 do 5. ledna 1964. Turnaje se zúčastnila tři mužstva, která se utkala jednokolově systémem každý s každým.

## Výsledky a tabulka
|    |         | CAN | TCH | SWE | V | R | P | Skóre | B |
| 1. | Kanada  | *** | 4:0 | 6:3 | 2 | 0 | 0 | 10:3  | 4 |
| 2. | ČSSR    | 0:4 | *** | 8:5 | 1 | 0 | 1 | 8:9   | 2 |
| 3. | Švédsko | 3:6 | 5:8 | *** | 0 | 0 | 2 | 8:14  | 0 |

 Kanada –  Švédsko 	6:3 (2:1, 2:0, 2:2)
29. prosince 1963 – Toronto

Branky a nahrávky Kanady: 3:59 Johnson (Seilllng, Dineen), 10:58 Conacher (O'Malley), 22:26 Johnson (Dineen, O'Malley), 28:33 Cadieaux, 55:07 Forhan (Clancy, McLean), 57:42 Forhan (Begg, Conlin).

Branky a nahrávky Švédska: 8:36 Roland Stoltz, 53:17 Sven Tumba Johansson (Eilert Määttä, Uno Öhrlund), 56:55 Ulf Sterner (Anders Andersson).

Rozhodčí: Hugh McLean (CAN), Lou Maschio (CAN)

Vyloučení: 4:4
Kanada: Ken Broderick – Terry O'Malley, Barry McKenzie, Ross Morrison, Don Rodgers, Hank Akervall, Roger Bourbonnais, Ray Cadieux, Brian Conacher – Gary Begg, Bob Forhan, Terry Clancy – Gary Dinnen, Marshall Johnson, Paul Conlin – George Swarbrick, Al McLean, Marrifield – Seiling.
Švédsko: Leif Holmqvist – Gert Blomé, Nils Johansson, Roland Stoltz, Bert-Ola Nordlander – Ronald Pettersson, Lennart Johansson, Lars-Eric Lundwall – Carl-Göran Öberg, Anders Andersson, Ulf Sterner – Eilert Määttä, Sven Tumba Johansson, Uno Öhrlund – Englund.
 Československo –  Kanada 	0:4 (0:1, 0:0, 0:3)
4. ledna 1964 – Sudbury

Branky a nahrávky Kanady: 16:33 Ross Morrison (Barry McKenzie), 48:38 Ray Cadieux (Roger Bourbonnais), 53:20 Bob Forhan (Terry Clancy, Gary Begg), 53:33 Gary Begg (Terry Clancy, Bob Forhan).

Rozhodčí: Hugh McLean (CAN), Lou Maschio (CAN)

Vyloučení: 20:11 (0:4) + Potsch na 5. minut aDolana na 10. minut.
ČSSR: Vladimír Nadrchal – Jozef Čapla, František Tikal, Rudolf Potsch, Stanislav Sventek – Vlastimil Bubník, Jaroslav Walter, Miroslav Vlach – Jiří Dolana, Jozef Golonka, Josef Cvach – Stanislav Prýl, František Vaněk, (21. Jiří Holík), Josef Černý - Jan Klapáč.
Kanada: Ken Broderick – Terry O'Malley, Don Rodgers, Barry McKenzie, Ross Morrison, Hank Akervall - Jack Wilson, Roger Bourbonnais, Gary Dineen – Paul Conlin, George Swarbrick, Bob Forhan - Gary Begg, Terry Clancy, Ray Cadieux – Brian Conacher.
 Československo –  Švédsko 	8:5 (2:2, 3:1, 3:2)
5. ledna 1964 – Toronto

Branky a nahrávky Československa: 3:22 Jiří Holík, 18:59 Jozef Golonka (Rudolf Potsch), 32:52 Jan Klapáč (Stanislav Sventek), 33:19 Jaroslav Walter (Miroslav Vlach, Vlastimil Bubník), 39:35 Jiří Holík (Rudolf Potsch), 43:40 Jan Klapáč (Jozef Golonka, František Gregor), 51:31 Jan Klapáč (Josef Cvach, Jozef Golonka), 56:00 Vlastimil Bubník (Miroslav Vlach, Jaroslav Walter).

Branky a nahrávky Švédska: 8:59 Ulf Sterner (Lars-Eric Lundwall, Carl-Göran Öberg), 19:30 Ulf Sterner (Carl-Göran Öberg, Nisse Nilsson), 22:04 Sven Tumba Johanson, 40:38 Sven Tumba Johanson, 54:31 Lars-Eric Lundvall.

Rozhodčí: Hugh McLean (CAN), Lou Maschio (CAN)

Vyloučení: 6:4 (1:0)
ČSSR: Vladimír Dzurilla – František Gregor, František Tikal, Rudolf Potsch, Stanislav Sventek – Vlastimil Bubník, Jaroslav Walter, Miroslav Vlach – Stanislav Prýl, Jiří Holík, Josef Černý - Jiří Dolana (Jan Klapáč) Jozef Golonka, Josef Cvach.
Švédsko: Lennart Haggroth (49. Leif Holmqvist) – Gert Blomé, Nils Johansson, Roland Stoltz, Bert-Ola Nordlander – Ronald Pettersson, Nisse Nilsson, Lars-Eric Lundwall – Carl-Göran Öberg, Anders Andersson, Ulf Sterner – Eilert Määttä, Sven Tumba Johansson, Uno Öhrlund - Jan-Erik Nilsson.